# U-Bahn Xi’an
Die U-Bahn Xi’an oder Metro Xi’an (chin. 西安地铁 Pinyin Xī'ān dìtiě) ist das U-Bahn-Netz von Xi’an, der Hauptstadt der chinesischen Provinz Shaanxi. Die erste Linie wurde am 16. September 2011 eröffnet, seitdem wird das Netz kontinuierlich ausgebaut. Es ist geplant, das Streckennetz langfristig auf eine Gesamtlänge von 986 Kilometern Länge auszuweiten, so dass die U-Bahn einen Anteil von 60 Prozent des öffentlichen Nahverkehrs Xi’ans abdecken soll.

## In Betrieb befindliche Linien

### Linie 1

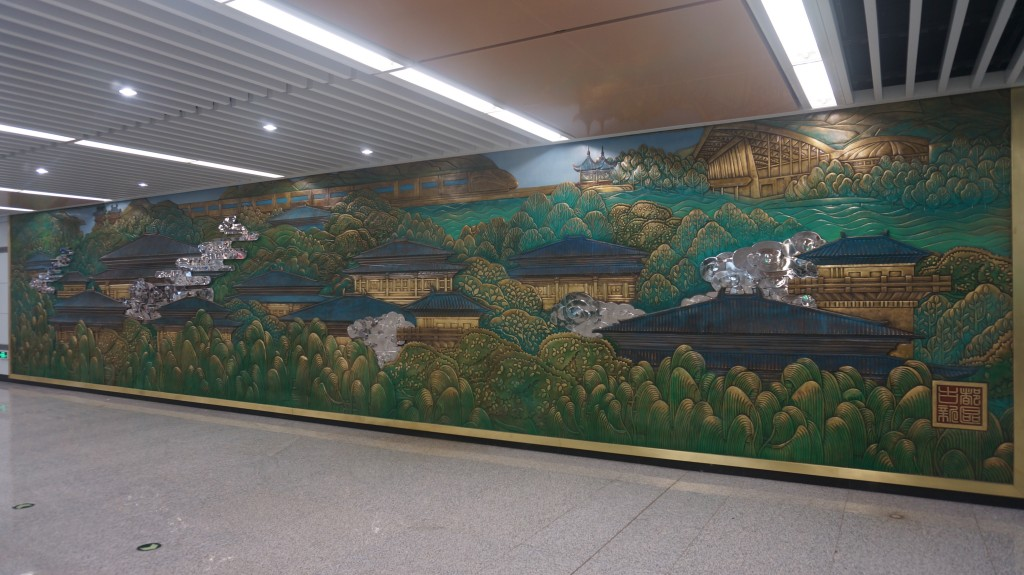
In mehreren Stationen wurden die Wände gestaltet, hier Houweizhai

Die Linie 1 führt von Westen nach Osten durch die Stadt. Sie wurde in ihrer ersten Ausbaustufe von der Station Houweizhai (chinesisch 后卫寨站) durch den Stadtkern bis zur Station Textilstadt (chinesisch 纺织城站, Pinyin Fangzhicheng zhan) am 15. September 2013 eröffnet. Die Gesamtlänge betrug damals 25,4 km, es gab 19 Stationen. Am 26. September 2019 wurde die Linie um 6,1 Kilometer und vier Stationen in Richtung Westen bis zur Station Fenghe-Waldpark (chinesisch 沣河森林公园, Pinyin Fenghe Senlin Gongyuan) verlängert. Am 12. Juni 2019 wurde die dritte Ausbaustufe der Linie 1 von der Staatlichen Kommission für Entwicklung und Reform genehmigt. Sie wird vom Fenghe-Waldpark weiter in Richtung Westen führen. Für die zusätzlichen 10,5 Kilometer mit sieben Stationen wurde eine Investition von 7 Milliarden Yuan freigegeben und eine Bauzeit von fünf Jahren veranschlagt.

### Linie 2
Die Linie 2 verläuft von Norden nach Süden durch die Stadt und verbindet dabei den Nordbahnhof mit dem Stadtkern und den südlichen Außenbezirken. Ihr erster Bauabschnitt wurde am 16. September 2011 eröffnet und verlief zwischen dem Nordbahnhof (chinesisch 北客站, Pinyin Beikezhan) über 19,9 Kilometer bis zum Konferenzzentrum (chinesisch 会展中心站, Pinyin Huizhan Zhongxin). Am 16. Juni 2014 wurde die Strecke in südlicher Richtung um sechs Kilometer und vier Stationen erweitert und bis Weiqu Süd (chinesisch 韦曲南站) geführt. Am 12. Juni 2019 wurde die zweite Ausbaustufe der Linie 2 von der Staatliche Kommission für Entwicklung und Reform genehmigt. Sie wird vom Nordbahnhof um zwei Stationen weiter in Richtung Norden und von Weiqu Süd um zwei Stationen weiter in Richtung Süden führen. Für die zusätzlichen 7 Kilometer und vier Stationen wurde eine Investition von 4,3 Milliarden Yuan freigegeben und eine Bauzeit von vier Jahren veranschlagt. Beide Verlängerungen wurden am 27. Juni 2023 eröffnet.

### Linie 3

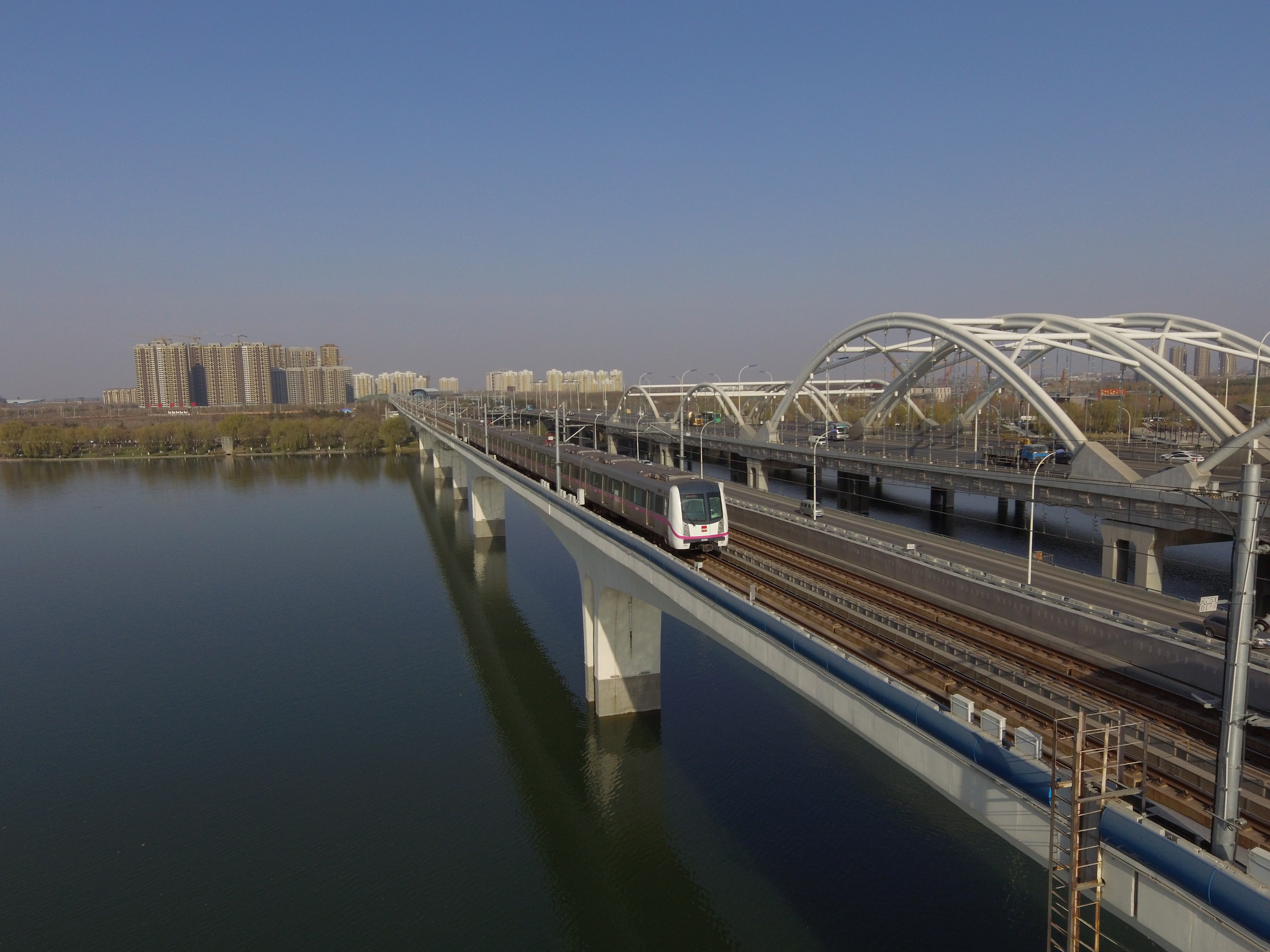
DKZ17-Sechswagenzug auf der Linie 3

Die Linie 3 führt auf einer Schleife von Westen durch das Stadtzentrum in den Nordosten Xi’ans. Die 39,1 Kilometer lange Strecke zwischen den Stationen Yuhuazhai (chinesisch 鱼化寨站) und Zollfreizone (chinesisch 会展中心站, Pinyin Baoshuiqu) mit 26 Stationen (davon 19 unterirdisch) wurde am 8. November 2016 eröffnet.

### Linie 4
Die Linie 4 führt von Norden nach Süden durch die Stadt. Sie kreuzt sich in ihrem Nordteil mit Linie 1, davon abgesehen wurde sie weitgehend parallel zu dieser Linie geführt. Sie hat eine Länge von 35,2 Kilometern und 29 Stationen. Im Norden endet sie am Nordportal des Nordbahnhofes (chinesisch 北客站（北广场）, Pinyin Beikezhan Beiguangchang) und im Süden in der Neuen Raumfahrt-Stadt (chinesisch 航天新城）, Pinyin Hangtian Xincheng).

### Linie 5

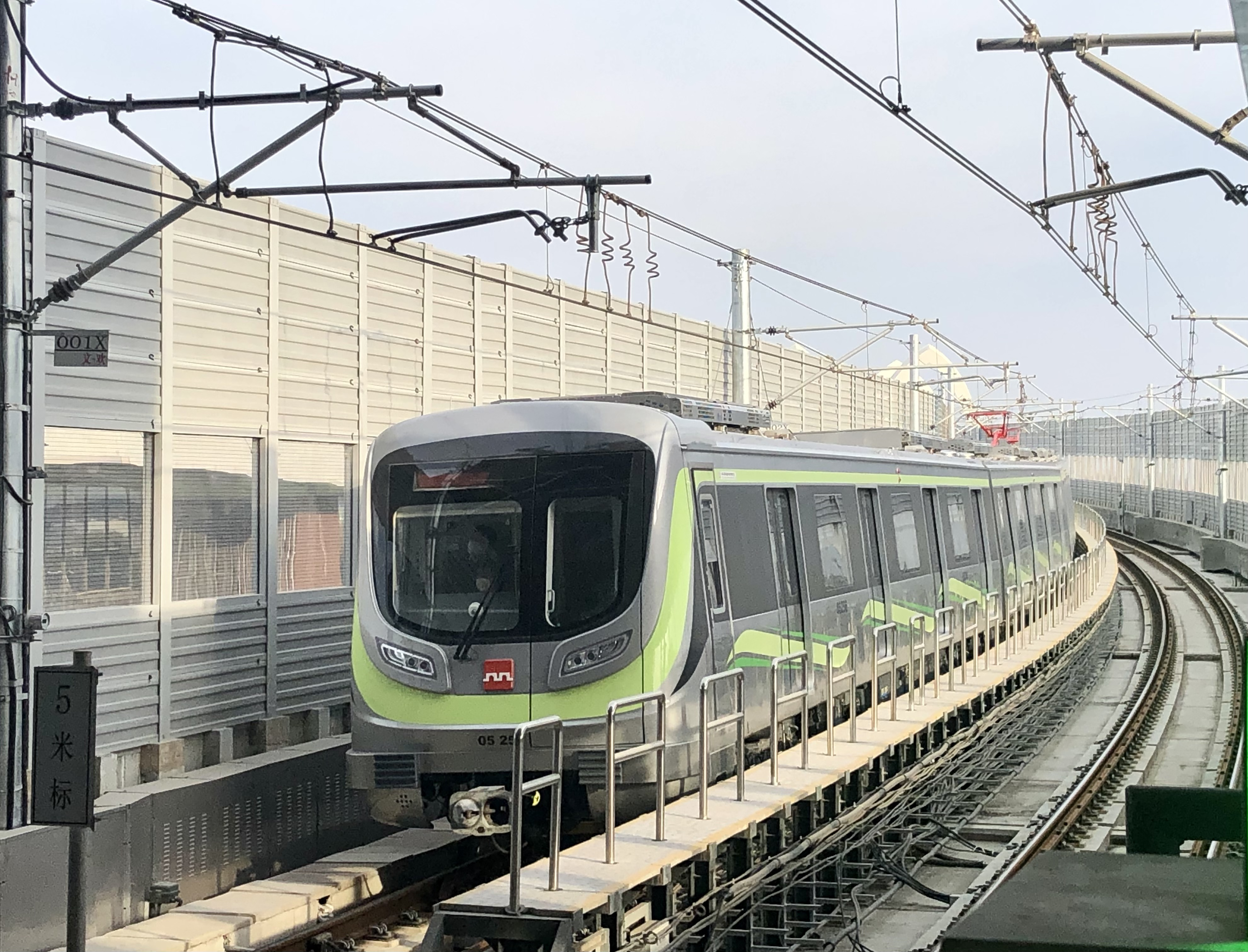
Zug der Linie 5

Die Linie 5 durchquert Xi’an von Westen nach Osten. Sie verläuft dabei im Stadtzentrum weitgehend parallel zur Linie 1. Entgegen der ursprünglichen Planung, die Linie in zwei Bauabschnitten zu eröffnen, wurde die 41,6 Kilometer lange Gesamtstrecke im Dezember 2020 eröffnet. Die Linie besitzt 31 Stationen. Eine kurze Erweiterung im Osten befindet sich in Planung.

### Linie 6
Die Linie 6 durchquert Xi’an auf einer Schleife von Südwesten nach Osten durchqueren. Ihr erster Bauabschnitt verbindet die Stationen Laodong Nanlu und Textilstadt (chinesisch 纺织城）, Pinyin Fangzhicheng) miteinander, hat 17 Stationen und wurde zum Jahresende 2020 eröffnet. Der Bau des zweiten Bauabschnittes von Linie 6 wurde am 3. Februar 2016 von der Staatliche Kommission für Entwicklung und Reform genehmigt. Dabei sollte die Linie von Laodong Nanlu um 19,8 Kilometer und 16 Stationen verlängert werden. Für diesen Bauabschnitt wurde eine Investition von 14,4 Milliarden Yuan freigegeben und eine Bauzeit von 2016 bis 2021 veranschlagt. Die Inbetriebnahme des zweiten Abschnitts erfolgte Ende 2022.

### Linie 8

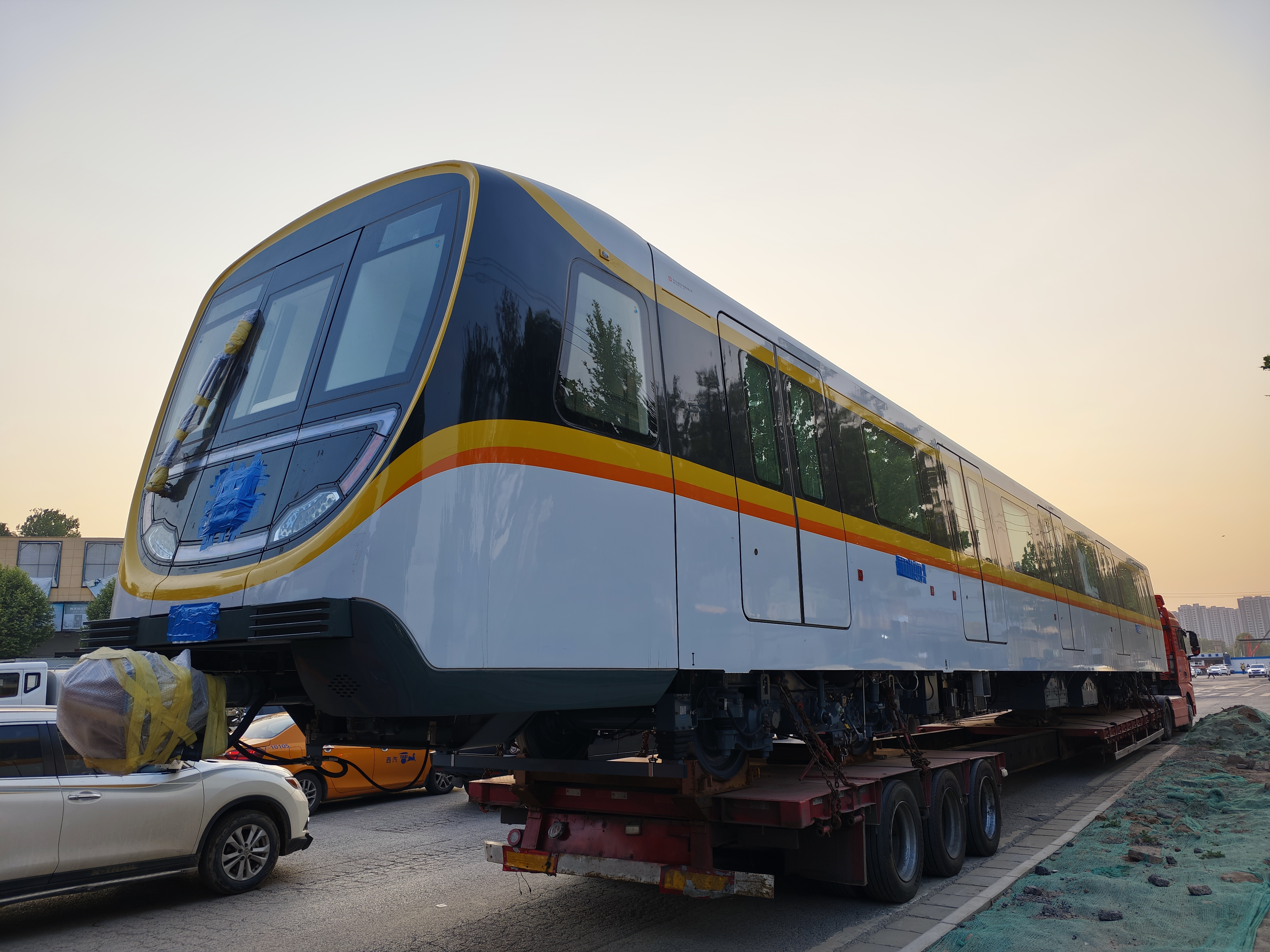
Anlieferung eines Endwagens für die Ringlinie 8

Als Ringlinie umrundet die Linie 8 seit ihrer Eröffnung am 26. Dezember 2024 die Innenstadt von Xi’an. Die vollständig unterirdische Strecke ist 50 Kilometer lang und hat 37 Stationen.
Der Bau der Linie wurde am 12. Juni 2019  von der Staatlichen Kommission für Entwicklung und Reform genehmigt, es wurden 38,3 Milliarden Yuan veranschlagt.

### Linie 9
Die Linie 9 oder Lintong-Linie führt seit Eröffnung Ende 2020 radial nach Nordosten in den Stadtbezirk Lintong. Am stadtseitigen Endpunkt Fangzhicheng kann in die Linien 1 und 6 umgestiegen werden. Die Linie ist 25,2 Kilometer lang und besitzt 15 Stationen. Der Bau der Strecke wurde am 3. Februar 2016 von der Staatliche Kommission für Entwicklung und Reform genehmigt. Budgetiert wurden 15 Milliarden Yuan und eine Bauzeit von 2016 bis 2021 war veranschlagt worden.

### Linie 10
Die Linie 10 wurde im September 2024 eröffnet. Sie beginnt unterirdisch an der Ringlinie und führt von dort in die nordöstlichen Vororte, wo sie in Hochlage trassiert ist. Entlang der 34,4 Kilometer langen Strecke gibt es 17 Stationen.
Der Bau wurde am 12. Juni 2019  von der Staatliche Kommission für Entwicklung und Reform genehmigt.

### Linie 14

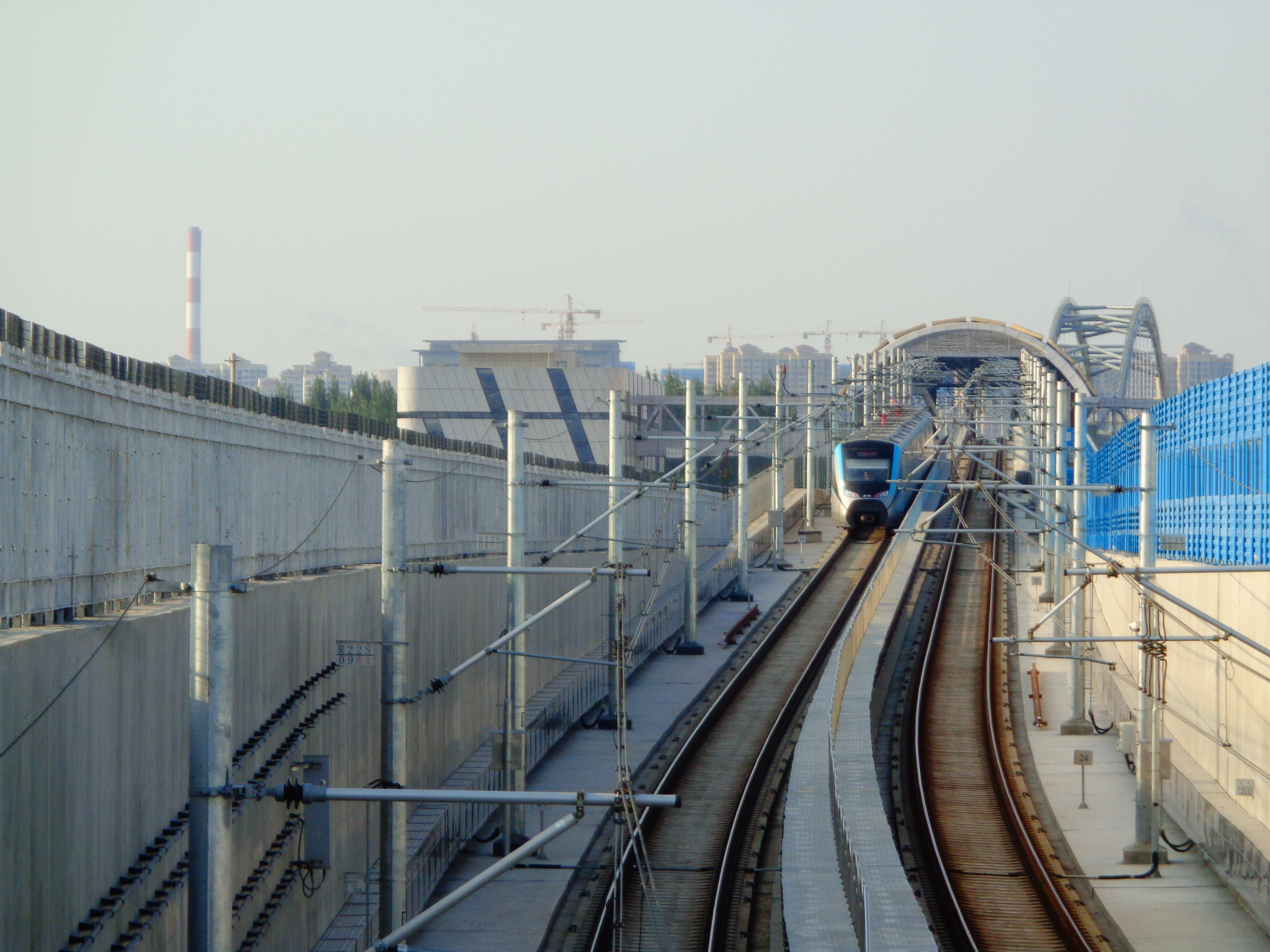
Oberirdischer Abschnitt der Linie 14

Der Bau der Linie 14 wurde am 12. Juni 2019 von der Staatliche Kommission für Entwicklung und Reform genehmigt. Sie sollte vom Nordbahnhof über 13,8 Kilometer in Richtung Osten durch die nördlichen Außenbezirke Xi’ans führen. Für diese Linie mit acht Stationen wurde eine Investition von 8,3 Milliarden Yuan freigegeben und eine Bauzeit von drei Jahren veranschlagt. Die Eröffnung des ersten Abschnitts fand 2019 statt.

### Linie 16
Der Bau der Linie 16 wurde am 12. Juni 2019 von der Staatliche Kommission für Entwicklung und Reform genehmigt. Sie führt in Nord-Süd-Richtung durch die westlichen Außenbezirke Xi’ans und kreuzt dabei die Linien 1 und 5 kreuzen. Für diese Linie mit acht Stationen und 15,1 Kilometern Länge wurde eine Investition von 8,9 Milliarden Yuan freigegeben und eine Bauzeit von fünf Jahren veranschlagt. Die Linie wurde am 27. Juni 2023 eröffnet.

### SkyShuttle
Am 12. August 2024 wurde der Betrieb des SkyShuttles aufgenommen. Es handelt sich dabei um einen fahrerlosen Peoplemover im Südwesten des Ballungsraums. Die Strecke wurde in Hochlage errichtet, ist 17,2 Kilometer lang und hat 18 Stationen. Es werden dreiteilige durchgängig begehbare Fahrzeuge von BYD eingesetzt. Sie haben eine Höchstgeschwindigkeit von 80 km/h und können 210 Fahrgäste befördern. In der Hauptverkehrszeit wird alle 3,5 Minuten gefahren.

## In Bau oder Planung befindliche Linien

### Linie 15
Der Bau von Linie 15 wurde am 12. Juni 2019 von der Staatliche Kommission für Entwicklung und Reform genehmigt. Sie soll in west-östlicher Richtung durch die südlichen Außenbezirke Xi’ans führen und dabei die Linien 6, 2 und 4 kreuzen. Für diese Linie mit elf Stationen und 19 Kilometern Länge wurde eine Investition von 12,4 Milliarden Yuan freigegeben und eine Bauzeit von fünf Jahren veranschlagt.

## Fahrkarten
Die Fahrpreise beginnen von 2 ¥ für Fahrten von 6 Kilometern oder weniger. Fahrten zwischen 20 und 26 Kilometern kosten 6 ¥ und darüber hinaus erhöht sich der Fahrpreis um 1 ¥ pro 8 Kilometer.